# Dysschema hypoxantha
Dysschema hypoxantha là một loài bướm đêm thuộc phân họ Arctiinae, họ Erebidae.